# Baki the Grappler
Baki the Grappler ou Grappler Baki (グラップラー刃牙) é uma série de anime e manga de Keisuke Itagaki. Foi originalmente publicada na Weekly Shōnen Champion de 1991 ate 1999, em 42 volumes. Seguida de duas sequências New Grappler Baki (de 1999 ate 2005) e Baki: Son of Ogre (de 2005 até 2012).

## História
A série conta a saga do jovem Baki Hanma que ambiciona ser mais forte que seu pai. O grande problema é que seu pai, Yujiro Hanma, é o ser vivo mais forte do planeta. Para tal enfrenta os treinos mais duros que existem, para além de enfrentar todo o tipo de adversários em que cada um deles tem um estilo de luta muito peculiar.
Na verdade, o que ninguém sabe é que Baki não quer ficar mais forte por ambição própria. O que ele quer é o amor de sua mãe. Sua mãe, a qual tem uma enorme paixão pelo poder, despreza o filho por achá-lo fraco e só tem olhares para o pai do garoto, Yujiro Hanma. Por isso, Baki tenta sempre vencer o pai para que sua mãe também o ame. Tendo essa motivação enorme, ele nunca desiste de ficar mais forte.
Em um de seus treinos para ficar mais forte, Baki força seu cérebro a liberar a endorfina, substância que no anime é liberada pelo cérebro em um extremo esforço físico e proporciona um grande bem estar e relaxamento no corpo mesmo em exercícios físicos forçados. Com isso, Baki pode forçar seu corpo ao extremo nas lutas e não sentirá muitos impactos com isso, além de ter sua força, velocidade e reflexos aprimorados.
Depois de liberar a endorfina, Baki luta contra Yasha-zaru (um demônio extremamente poderoso que reside uma perigosa caverna) e o vence, ficando muito mais forte e amigo dele. Depois dessa, várias lutas se seguem entre Baki e lutadores incríveis que depois são superados pelo garoto e se tornam seus amigos e aliados. Com a força adquirida nessas lutas, Baki entra no combate da Arena Subterrânea (um combate ilegal onde vale tudo) e ainda se esforça para derrotar o seu pai.

## Grappler
Um Grappler é um lutador que pratica o Grappling, arte marcial que consiste em fortes ataques de submissões e agarrões que deixam o adversário com sérios danos nas lutas. Na série, como no caso do termo endorfina, a palavra Grappler sugere algo mais, sendo Grapplers os lutadores que ambicionam ser os mais fortes do mundo e possuem técnicas de lutas incomuns. Como sugerido pelo nome do anime e comentado no mesmo, Baki e alguns outros lutadores da série são Grapplers.

## Personagens
Baki Hanma: Protagonista da série com apenas 17 anos de idade, Baki é um jovem Grappler filho de Yujiro Hanma, o ser vivo mais forte do mundo. Tendo uma infância perturbada e uma adolescência solitária, Baki treina para ser o lutador mais forte do mundo e superar seu pai, ganhando assim o amor de sua mãe. Em suas brigas pela cidade, Baki é sempre salvo pelo detetive Kidou, o qual sempre lhe livra de ser preso ou surrado (quando o número de inimigos é muito grande). Dono de uma personalidade gentil e tímida que se opõe ao seu estilo de vida lutador, Baki no futuro começa um namorico com Kozue (embora os dois neguem), que é filha da senhoria de Baki. Participa do combate na Arena Subterrânea, onde é uma celebridade extremamente famosa.
Hanayama Kaoru: Literalmente um gigante, Hanayama é um adversário difícil de vencer. Dotado de uma imensa força e técnicas incríveis de luta, ele consegue vencer muitos lutadores extremamente fortes com poucos socos. Herdeiro legítimo de uma poderosa família de lutadores, Hanayama tem em suas costas a tatuagem que marca seu clã e a técnica principal passada de pai para filho nessa família, capaz de estourar os membros do adversário com uma simples pressão de seus dedos. Apesar de ser tão forte, não tem uma vida fácil. Sua mãe está doente em uma cama e mal pode conversar com ele. Por isso, Hanayama não teme mais nada, não tendo piedade de seus inimigos e sendo líder de uma poderosa e influente gangue. Se torna amigo de Baki depois de ser derrotado pelo mesmo em um difícil combate.
Yuri Chacofsky: Boxeador profissional e campeão mundial que lutou com Baki no início da série para testar sua força. Herdeiro do povo Jigear (o qual nunca desiste de uma luta) Yuri é um lutador de força mediana que luta para proteger sua irmã Nina de qualquer adversidade.
Retsu Kaioh: Chinês mestre em kempo e usuário de técnicas milenares de luta. É bastante arrogante e nervoso com pessoas que desrespeitam a nobreza de seu estilo de luta. Compete na Arena Subterrânea, onde conhece Baki. Um traço marcante no personagem é a trança que sempre usa em seus cabelos.
Yasha-zaru: Demônio extremamente poderoso residente da caverna Yasha. Lutou com Baki, e ao ser derrotado, se tornou amigo dele. Sua esposa foi morta por Yujiro Hanma há um tempo atrás, e depois, o próprio Yasha-zaru foi morto pelo pai de Baki.
Yujiro Hanma: O ser vivo mais forte do mundo, Yujiro é o pai de Baki e vilão da história. Extremamente sanguinário, consegue tudo que quer (inclusive sua esposa, a mãe de Baki) com a força e todos o temem. Campeão principal e invicto na Arena Subterrânea, Yujiro é sempre desafiado por vários lutadores para uma briga, tendo eles o intuito de superá-lo. Infelizmente, até hoje, ninguém conseguiu isso. Além de Baki, Yujiro tem um outro filho chamado Jack Hanma.
Gaia: Poderoso lutador do exército que erroneamente ocupava o segundo lugar dos mais fortes lutadores, atrás de Yujiro. Sendo derrotado por Baki, viu que não chega a tanto. Possui dupla personalidade, sendo a segunda manifestada com o uso da adrenalina, substância semelhante à endorfina.
Goroko: Lutador lendário que introduziu as artes marciais no país e administrador da Arena Subterrânea junto com Doppo. É feliz a qualquer hora, e tem uma certa obsessão por pessoas fortes, chegando a abraçá-las milhares de vezes e querer se aproximar delas. Adora a companhia de Baki e principalmente Doppo, seu grande amigo.
Orochi Doppo: Lutador lendário de Karatê, conhecido como o mais forte de todos. Teve vários discípulos em sua vida e foi um grande campeão na Arena Subterrânea. Atualmente, ensina algumas técnicas de luta a Baki. Projetou o prédio do Tokyo Dome e adora o seu amigo Goroko.
Orochi Katsumi: Filho adotivo de Doppo e seu maior discípulo, sendo um verdadeiro especialista em Karatê. Ambiciona vencer Baki em combate, para logo após destronar Yujiro. Vence Hanayama Kaoru no torneio em um emocionante combate.
Jack Hanma: Meio-irmão de Baki, participa do combate na Arena Subterrânea e tem uma luta violenta com ele. Sua força "quase sobre-humana" deve-se ao uso de medicamentos que induzem o fortalecimento de seus músculos. Porém, suas principais armas são seus dentes. Foi derrotado por Baki na luta final do torneio.
Retsu Kaioh: Chinês praticante de kempo membro do Clã Kaioh de lutadores. Antigamente, vivia em um monastério e lhe era negada a permissão de entrar no clã, visto que ele (assim como os outros lutadores do templo) não possuía as habilidades necessárias para ocupar tal posto. Mais tarde, prova o contrário: realmente, era capaz. É capaz de acabar com qualquer adversário com segundos de luta.

## Personagens secundários
Kidou: Detetive que ajudava Baki no passado em suas brigas, tanto para não ser surrado com um grande número de oponentes quanto para livrá-lo de ser preso.
Emi Akezawa: Mãe de Baki que o odiava por ele ser fraco. Tem obsessão pelo poder, mas acabou por começar a amar Baki quando foi morta por Yujiro ao tentar salvar o filho.
Kuriagawa: Trabalhava para a mãe de Baki, tendo uma grande preocupação com ela apesar de desaprovar seus atos para com Baki.
Nina: Irmã de Yuri Chacofsky, virou amiga de Baki juntamente com seu irmão.
Stryder: Militar que é o contato de Baki com lutadores do exército.
Kozue: Filha da senhoria de Baki, acaba tendo um namoro com o garoto (apesar de não confessar). Estuda na mesma escola que ele e é muito responsável com os seus deveres.
Musashi: Cachorro de Baki que adora a Kozue.

## Arena Subterrânea
Local onde as lutas são ilegais e vale tudo para conseguir a vitória. Literalmente, é uma arena "debaixo da terra", tendo em cima o prédio de fachada Tokyo Dome. A única regra da arena é que os lutadores só podem lutar com as mãos vazias. Armas não são permitidas. Vários lutadores participam desses combates para crescerem no mundo das lutas. Ele é administrado pelos lutadores lendários Goroko e Doppo, que buscam pessoas em potencial para as lutas. Baki é um grande vencedor e ídolo dos combates, sendo seu pai Yujiro o vencedor supremo e invicto. Não há nenhuma premiação nas lutas: os lutadores enfrentam os outros apenas por fama e glória, pois serão lembrados para sempre.

## Técnicas usadas na série
Obs: Os nomes não são os oficiais
As técnicas de Grappler Baki, diferente de outros animes do gênero, são apenas corporais e realistas. Essas técnicas não são pronunciadas antes de serem usadas, por isso, esses são os nomes sugeridos e não oficiais de algumas delas:
Sequência de socos do Baki: Usada por Baki logo no início da série, essa técnica consiste em pular sobre o adversário, agarrar-se a ele pelo pescoço com as pernas e aplicar-lhe uma série de rápidos socos em sua face. Eficaz contra inimigos de baixo nível ou para deixar algum adversário atordoado.
Punho explosivo Hanayama: Técnica de Hanayama que consiste em explodir membros do adversário com uma simples pressão de seus dedos.
Soco certeiro Chacofsky: Soco direto vertical de Yuri que joga o adversário contra o chão.
Ilusões de ótica: Técnica de Baki de se mover em uma certa velocidade e deixar o adversário confuso sobre onde ele está, criando ilusões de ótica de si mesmo.
Enforcamento Hanma: Técnica usada por Baki em Yujiro, sendo um forte enforcamento onde o usuário se agarra às costas do adversário. Vendo de trás, a imagem é a de um homem carregando o filho nas costas, como notou a própria mãe de Baki.
Endorfina: Usada muito por Baki, a endorfina é uma substância liberada pelo cérebro que deixa a pessoa com uma sensação de bem estar e alívio mesmo em situações de enorme esforço físico. Usada por Baki contra os inimigos mais fortes.
Adrenalina: Usada por Gaia, adversário de Baki no exército, é uma substância liberada pelo cérebro semelhante à endorfina. Deixa o adversário com reflexos, força e resistência impressionantes, e no caso de Gaia, lhe dá uma personalidade maligna.
Corte de nervos: Técnica de Himokiri Karate (karatê do corte de nervos) usada por um adversário de Baki na Arena Subterrânea. Corta os nervos de qualquer um apenas com o movimento de um dedo, paralisando a parte atingida.

## Recepção
Até 2021, as primeiras quatro séries Baki possuíam mais de 85 milhões de volumes compilados em circulação. A série spin-off Baki Gaiden: Scarface contou com 3,5 milhões de cópias impressas em fevereiro de 2019.